# Aquiralidad
La aquiralidad es la ausencia de quiralidad. Un objeto es aquiral cuando es superponible con su imagen especular. Ejemplos serían un cubo o una esfera. Contraejemplos serían la mano humana, o el cuerpo humano (el corazón de la imagen especular estaría a la derecha, en vez de a la izquierda).
Quiralidad significa que la imagen especular de un objeto es no superponible con este, como por ejemplo la mano izquierda y la derecha, dado que una es la imagen especular de la otra pero no se pueden superponer.